# 紅皮雲杉
红皮云杉（学名：Picea koraiensis）是松科云杉属的植物。

## 形态
常绿乔木，高可达30米；小枝有毛或没有毛；四棱形的叶子四面有气孔线，先端尖，长1.2－2.2厘米；卵状圆柱形球果，倒卵形种鳞，先端圆形或微尖，露出的部分光滑没有纵纹。5月底开花，9月果实成熟，果实卵状，长5至8厘米。

## 分布
分布于朝鲜以及中国大陆的长白山、辽东丘陵、昭乌达盟、小兴安岭、大兴安岭、锡盟种畜场等地，生长于海拔400米至1,800米的地区，常生长在山谷、河边、溪边、落叶松林中和针叶林中。

## 别名
红皮臭、虎尾松、高丽云杉、小片鳞松、针松（东北），沙树（中国树木分类学），带岭云杉（东北木本植物图志），岛内云杉、丰山云杉、溪云杉（中国东北祼子植物研究资料）